# Актёры Французского театра
«Актёры Францу́зского теа́тра», также «Коке́тки» (фр. Les Coquettes, от Coquettes qui pour voir…) — картина французского живописца Антуана Ватто, различными исследователями датируемая в пределах от 1711 до 1718 годов. Является частью собраний Эрмитажа в Санкт-Петербурге (инв. ГЭ-1131), выставляется в Зимнем дворце. Техника исполнения произведения — масляная живопись на дереве, размер — 20 на 25 см. Картина представляет собой компактную полуфигурную композицию на стыке портретной и жанровой живописи, испытавшую влияние венецианской школы, братьев Ленен и наставника Ватто Клода Жилло; в отличие от многих галантных сцен, живописец изобразил пять фигур — двух мужчин, двух женщин и негритёнка между ними — на гладком тёмном фоне вместо обычного пейзажного.
В литературе на протяжении трёх столетий предпринимались попытки определения сюжета и персонажей, изображённых на картине Ватто. Различные авторы воспринимали произведение либо как вариант театральной или галантной сцены с участием масок комедии дель арте, либо как групповой портрет различных современников Ватто; в русскоязычных и западных изданиях начиная со второй половины XX века принимается разработанная в Эрмитаже атрибуция, по которой картина считается групповым портретом артистов труппы «Комеди Франсез», участвовавших в постановках пьесы Данкура (Флорана Картона) «Три кузины». С разнообразием этих интерпретаций связано разнообразие встречающихся в литературе наименований полотна; традиционное наименование картины в западной литературе восходит к анонимному стихотворению, с которым картина была опубликована в виде гравюры в 1730-х годах.
К середине XVIII века «Актёры Французского театра» были частью коллекции, собранной финансистом Пьером Кроза и его наследниками; вместе с большей частью коллекции одного из них — Луи Антуана Кроза, барона де Тьера — картина была приобретена в 1772 году для российской императрицы Екатерины II и вошла в создававшееся эрмитажное собрание. Приблизительно с середины XIX века картина находилась в Большом Гатчинском дворце, откуда была передана в Эрмитаж в 1920 году.

## Описание
«Актёры Французского театра» написаны на грушевой доске размером 20 × 25 см. Доска укреплена деревянным подрамником, мешающим точно установить её размер; на обороте доски нижней планкой подрамника частично скрыта надпись, расшифрованная как «N Bailly [prove]nant <…> de lonay aux gallery <…>» (с фр. — «Н. Байи происходит от де Лоне в галереях»). Картина в целом находится в хорошем состоянии, несмотря на утраты и реставрации, проведенные в прошлом. Повреждения, зафиксированные при визуальном наблюдении, включают зареставрированную трещину справа по плащу старика; разрывы типа асфальтовых в тенях, особенно значительные у нижнего края и вокруг головы девушки в полосатом платье; закрашенные выкроки над левым плечом девушки.

## Участие в выставках
| Год | Название                                                                             | Место проведения                                                                                              | Кат. номер | Прим.                            |
| --- | ------------------------------------------------------------------------------------ | --- | ---------- | -------------------------------- |
| 1908 | Выставка журнала «Старые годы»                                                       | Императорское общество поощрения художеств, Санкт-Петербург                                                   | 286        | [ 8 ] [ 9 ] [ 10 ] [ 11 ] [ 12 ] |
| 1922–1925 | «Временная выставка (новые поступления) французских художников XVII–XVIII вв.»       | Эрмитаж, Петроград — Ленинград                                                                                | —          | [ 13 ] [ 14 ]                    |
| 1955 | «Выставка французского искусства XV–XX вв.»                                          | Государственный музей изобразительных искусств имени А. С. Пушкина, Москва                                    | —          | [ 15 ] [ 16 ]                    |
| 1956 | «Выставка французского искусства XII–XX вв.»                                         | Эрмитаж, Ленинград                                                                                            | —          | [ 17 ] [ 18 ]                    |
| 1965 | «Chefs-d'oeuvre de la peinture française dans les musees de l'Ermitage et de Moscou» | Музей изящных искусств, Бордо                                                                                 | 43         | [ 19 ] [ 20 ]                    |
| 1965–1966 | «Chefs-d'oeuvre de la peinture française dans les musees de l'Ermitage et de Moscou» | Лувр, Париж                                                                                                   | 41         | :614                             |
| 1972 | «Ватто и его время»                                                                  | Эрмитаж, Ленинград                                                                                            | 5          | [ 23 ] [ 24 ]                    |
| 1980 | «Les arts du théâtre de Watteau à Fragonard»                                         | Галерея изящных искусств, Бордо                                                                               | 67         | [ 25 ]                           |
| 1984 | «Антуан Ватто. 300 лет со дня рождения»                                              | Эрмитаж, Ленинград                                                                                            | —          | [ 2 ] [ 26 ]                     |
| 1984–1985 | «Watteau 1684–1721»                                                                  | Национальная галерея искусства, Вашингтон; Национальная галерея Большого дворца, Париж; Шарлоттенбург, Берлин | P. 29      | [ 27 ]                           |
| Обобщающие источники: Grasselli, Rosenberg et al., 1984, p. 313; Немилова (каталог), 1985, с. 445; Eidelberg, 2019. Черта («—») означает «без номера». |                                                                                      | |            |                                  |